# Ministerio de Economía y Trabajo (Argentina)
El Ministerio de Economía y Trabajo de Argentina fue un departamento, dependiente del Poder Ejecutivo Nacional, de la Administración Pública Nacional, con competencias variadas. Fue uno de los cinco ministerios del gobierno de facto del teniente general Juan Carlos Onganía (1966-1970), en el marco de la dictadura autodenominada «Revolución Argentina».

## Historia
Por Ley 16 956 del 27 de septiembre de 1966, el gobierno formó cinco ministerios. El ministerio de organizó en siete secretarías: Agricultura y Ganadería, Hacienda, Industria y Comercio, Energía y Minería, Trabajo, Obras Públicas y Transporte. Este nuevo Ministerio de Economía y Trabajo sustituyó al Ministerio de Trabajo y Seguridad Social, que existía desde 1958.
La Ley 18 416 del 23 de octubre de 1969 modificó la organización ministerial y el Ministerio de Economía y Trabajo quedó conformado por las secretarías de Agricultura y Ganadería, de Hacienda, de Industria y Comercio Interior, de Comercio Exterior, de Trabajo y de Minería.
El Ministerio de Economía y Trabajo quedó disuelto el 25 de octubre de 1971 tras una modificación de la Ley 18 416, por la cual se crearon los Ministerios de Hacienda y Finanzas y de Trabajo.